# 圣马蒂诺-阿尔菲耶里
圣马蒂诺-阿尔菲耶里（義大利語：San Martino Alfieri）是意大利阿斯蒂省的一个市镇。总面积7.36平方公里，人口718人，人口密度97.6人/平方公里（2009年）。ISTAT代码为005099。